# Xysticus diversus
Xysticus diversus is een spinnensoort uit de familie van de krabspinnen (Thomisidae).
De wetenschappelijke naam van de soort werd in 1870 als Thomisus diversus gepubliceerd door John Blackwall.